# Emilia transvaalensis
Emilia transvaalensis là một loài thực vật có hoa trong họ Cúc. Loài này được (Bolus) C.Jeffrey mô tả khoa học đầu tiên năm 1986.